# Верхние Моховичи
 Верхние Моховичи — деревня  в  Смоленской области России,  в Демидовском районе. Расположена в северо-восточной части области  в 7  км к северу от Демидова, у  автодороги  Демидов — Пржевальское.
Население — 355 жителей (2007 год). Административный центр Карцевского сельского поселения.

## Экономика
Средняя школа, медпункт, почта, дом культуры, сельскохозяйственное предприятие «Моховичи». 